# Индимедия
„Индимедия“ (на английски: indymedia, от independent – независим) е алтернативен източник на информация, който не се контролира от никоя корпорация или правителство, нито е говорител на дадена партия или организация. Началото на „Индимедия“ е поставено през 1999 г., за да отразява протестите срещу политиката на Световната търговска организация, наричани често „битката за Сиатъл“. Мрежата на Индимедия включва над 150 центъра (Independent Media Centers).
Работи на принципите на равенство, децентрализация и самостоятелност, като не допуска дискриминация на основата на раса, пол, възраст, класа, религия или сексуална ориентация. Дейността се провежда не чрез централизиран бюрократичен процес, наложен от йерархични или авторитарни структури, а чрез самоорганизацията на самостоятелни общности, споделящи разбирането, че свободната обмяна и пряк достъп до информация е ключова предпоставка за изграждането на едно по-свободно, равноправно и справедливо общество. „Индимедия“ се стреми да премахне границата между потребители и производители на информация.
Прави се от хората за хората, всеки може да публикува информация или да я коментира. Самата система е Интернет базирана, като софтуерът, чрез който се реализира, е свободен софтуер.
От 2004 г. съществува и български център на независимата медия.